# Катастрофа DC-10 в Триполи
Катастрофа DC-10 в Триполи — авиационная катастрофа, произошедшая в четверг 27 июля 1989 года в Триполи. Авиалайнер McDonnell Douglas DC 10-30 авиакомпании Korean Air выполнял рейс KE803 по маршруту Сеул—Бангкок—Джидда—Триполи, но при посадке в условиях тумана рухнул на землю в 2,4 километрах от аэропорта Триполи. Из находившихся на его борту 199 человек (181 пассажир и 18 членов экипажа) погибли 75. Также погибли 4 человека на земле.
На момент событий это была крупнейшая авиакатастрофа в Ливии.

## Самолёт

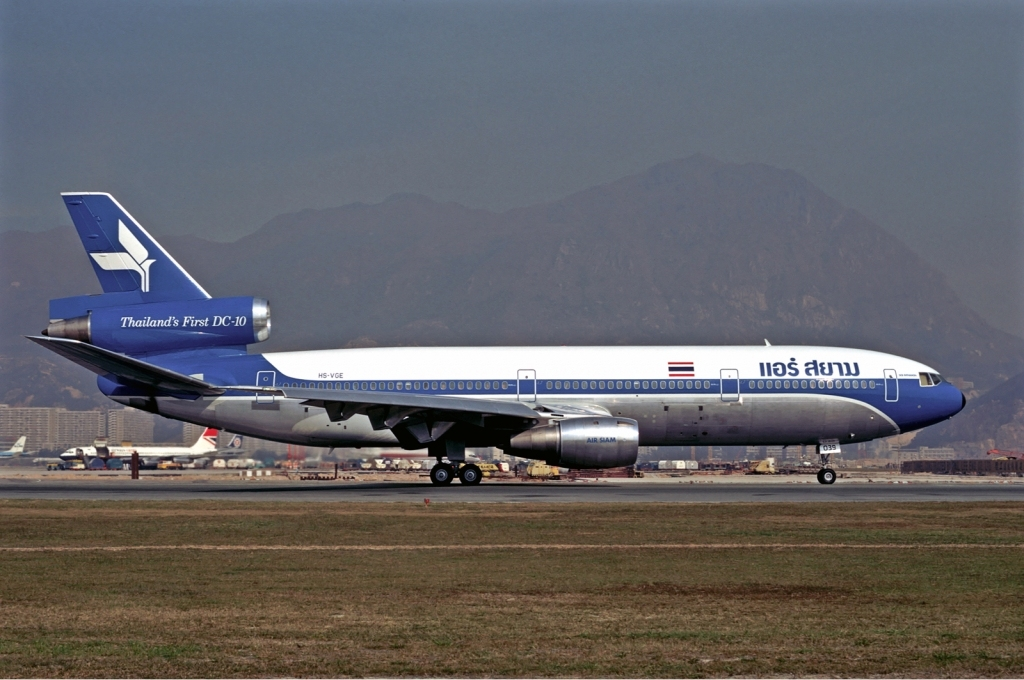
Разбившийся самолёт в 1974 году (в период эксплуатации в Air Siam)

McDonnell Douglas DC-10-30 с заводским номером 47887 и серийным 125 был выпущен в начале осени 1973 года и 17 сентября совершил свой первый полёт. На период испытаний он получил бортовой номер N54634; его три турбовентиляторных двигателя были модели General Electric CF6-50C2. Через год самолёт был продан тайской авиакомпании Air Siam, где 25 ноября 1974 года получил бортовой номер HS-VGE. В 1977 году авиалайнер был продан корейской авиакомпании Korean Air Lines (с июня 1984 года — Korean Air), где 25 февраля 1977 года получил бортовой номер HL7328. Общая наработка самолёта составляла 11 440 циклов «взлёт-посадка» и 49 025 лётных часов.

## Экипаж и пассажиры
- Командир воздушного судна — 54-летний Ким Ходжун (англ. Kim Ho-jung, кор. 김호정).
- Второй пилот — 57-летний Чой Чжехонг (англ. Choi Jae-hong, кор. 최재홍).
- Бортинженер — 53-летний Хён Кьюфан (англ. Hyun Gyu-hwan, кор. 현규환).

| Гражданство      | Пассажиры | Экипаж | Итого |
| ---------------- | --------- | ------ | ----- |
| Республика Корея | 171       | 18     | 190   |
| Ливия            | 7         | 0      | 7     |
| Япония           | 3         | 0      | 3     |
| Всего            | 181       | 18     | 199   |

## Катастрофа
Авиалайнер выполнял рейс KE803 по маршруту Сеул—Бангкок—Джидда—Триполи. Всего на его борту находились 18 членов экипажа и 181 пассажир, преимущественно южнокорейские рабочие, возвращавшиеся в Ливию на строительные работы после отпуска на родине. В Триполи стоял туман, видимость при этом колебалась от 100 до 800 футов (30—240 метров), кроме того в аэропорту не работала курсо-глиссадная система. Тем не менее в таких условиях командир принял решение садиться. Заходя на посадку на полосу 27, DC-10 снизился ниже глиссады, после чего в 07:05 (по другим данным в 07:30) в 2,4 километрах от аэропорта врезался в два здания, разрушился на три части и загорелся. В катастрофе погибли 79 человек — 75 человек в самолёте и 4 человека на земле (в других источниках данные о погибших разнятся — от 78 до 82 человек в самолёте и 6 на земле).

## Расследование
По указанию властей Ливии для расследования причин катастрофы были приглашены французские специалисты, бортовые самописцы отправили во Францию. Американских представителей, том числе и компании-изготовителя самолёта, в Ливию не пустили. Командир экипажа сообщил, что стоял густой туман и примерно за 15 минут до катастрофы пилоты потеряли диспетчерскую вышку из вида. Ливийское информационное агентство JANA сообщило, что за час до этого советский авиалайнер решил не приземляться в Триполи и отправился на Мальту.
По заключению комиссии причиной катастрофы стала ошибка экипажа, который допустил снижение ниже высоты принятия решения, не наблюдая при этом полосу. В декабре 1990 года ливийский суд приговорил командира экипажа и второго пилота к двум и полутора годам тюрьмы соответственно.